# ヴャチェスラフ・ポズガリョフ
ヴャチェスラフ・エフゲニエヴィチ・ポズガリョフ（ロシア語: Вячеслав Евгеньевич Позгалёв、ラテン文字表記の例：Vyacheslav Yevgenyevich Pozgalyov、1946年11月15日 - ）は、ロシアの政治家。初代ヴォログダ州知事。
1946年11月15日軍人の家庭に生まれる。一家はポズガリョフが生まれたとき北朝鮮の平壌直轄市に住み、父親は対外諜報活動に、母は軍医（外科医）として勤務していた。1949年父の部隊がソ連極東に移動したのにともない、ソ連に帰国。1955年ヴォログダ州チェレポヴェツに移る。1970年レニングラード電気工業大学を卒業する。大学卒業後、製鉄所に技師として勤務する。兵役に就いた後、工場に戻り、1978年部門長、コンビナート副総支配人を歴任する。1985年溶鉱炉建設の功績によって名誉勲章を授与された。1990年チェレポヴェツ市ソビエト執行委員会議長（市長）に選出される。1991年ソ連8月クーデター後はソ連共産党を離党。1993年ロシア連邦議会選挙で上院連邦会議代議員に当選した。1996年チェレポヴェツ市長に再選される。同年ヴォログダ州知事に選出された。1999年ヴォログダ州知事に再選。2003年12月7日83パーセントの支持を得て三選された。また、1997年以降、ロシア大統領付属地方自治評議会評議員を務めている。